# ایتا ایرویز

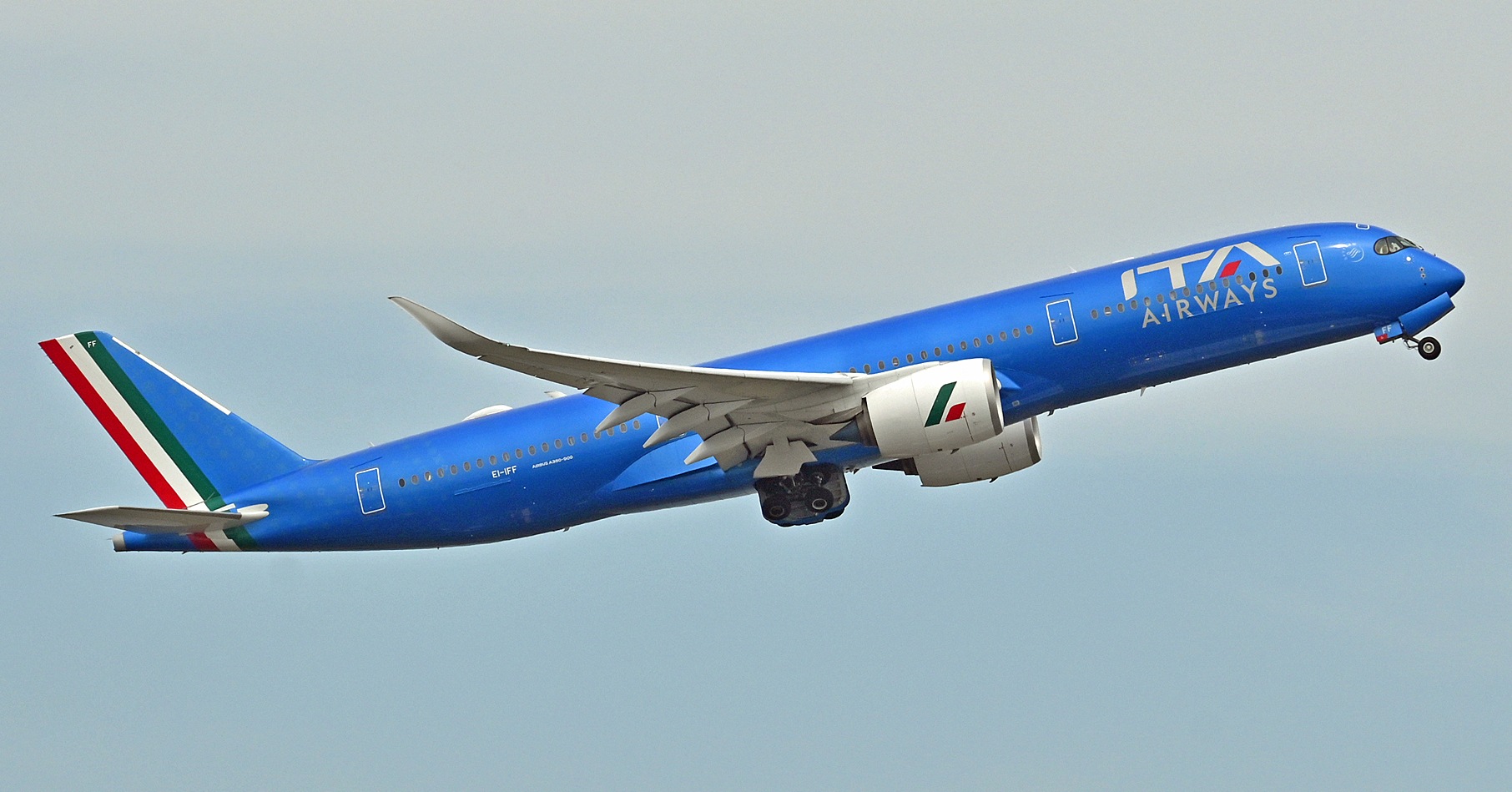
هواپیمای ایرباس ای۳۵۰ ایتا ایرویز

ایتا ایرویز (انگلیسی: ITA Airways) شرکت هواپیمایی حامل پرچم ایتالیایی است، که در سال ۲۰۲۰ توسط دولت ایتالیا تأسیس شد و هم‌اکنون مالک ناوگانی از ۵۲ فروند هواپیما می‌باشد.